# Оберенгстринген
Оберенгстринген (нем. Oberengstringen) — коммуна в Швейцарии, в кантоне Цюрих.
Входит в состав округа Дитикон. Население составляет 6167 человек (на 31 декабря 2007 года). Официальный код — 0245.